# Ogólnochińska Federacja Związków Zawodowych
Ogólnochińska Federacja Związków Zawodowych (chiń. upr. 中华全国总工会; chiń. trad. 中華全國總工會; pinyin Zhōnghuá Quánguó Zǒnggōng Huì) – centrala i najwyższy związkowy organ kierowniczy w Chińskiej Republice Ludowej.
Została powołana do życia 1 maja 1925 roku, na II Ogólnochińskiej Konferencji Pracy w Kantonie.
Obecnie należy do niej ponad 1,3 miliona różnych organizacji związkowych, zrzeszających ponad 160 milionów członków. Ogólnochińska Federacja Związków Zawodowych nie należy do Międzynarodowej Federacji Związków Zawodowych, która uważa iż OFZZ nie jest niezależną organizacją związkową i jako taka nie może należeć do MKZZ.

## Przewodniczący
- Deng Zhongxia (1925-1926)
- Lin Weimin (1926-1927)
- Su Zhaozheng (1927-1948)
- Xiang Ying (1948-1953)
- Chen Yun (1953-1957)
- Lai Ruoyu (1957-1958)
- Liu Ningyi (1958-1966)
- Ni Zhifu (1978-1998)
- Wei Jianxing (1998-2002)
- Wang Zhaoguo (2002-2013)
- Li Jianguo (2013-2018)
- Wang Dongming (od 2018)